# Distretto di Soeng Sang
Il distretto di Soeng Sang (in thailandese: เสิงสาง) è un distretto (amphoe) della Thailandia, situato nella provincia di Nakhon Ratchasima.